# Martin T4M
Le Martin T4M est un avion militaire de l'entre-deux-guerres, bombardier torpilleur dans la United States Navy. 

## Conception
Dérivé du Martin T3M, le T4M-1 avait un moteur différent, des ailes plus courtes et une tout autre forme de gouvernail de direction. Son moteur était un Pratt & Whitney Hornet de 525 ch à refroidissement par air, moteur dont une des caractéristiques majeures était de posséder nombre de pièces identiques à celles du Pratt & Whitney Wasp déjà en service. C'était un gros avantage qui permettait de réduire le stock de pièces de rechange à bord des porte-avions, où les questions d'espace et de poids sont prédominantes, sans parler de l'économie d'argent.
La marine américaine en acheta 102 exemplaires, plus des modèles perfectionnés fabriqués par la société Great Lakes. En effet la Detroit Aircraft Company acheta l'usine de Cleveland de la Martin Company quand elle alla s'installer à Baltimore. Les avions Great Lakes TG-1 et TG-2 sont donc presque identiques au T4M-1.

## Engagements
Plus tard, cet avion fut remplacé par des monoplans.